# Panoramix
Panoramix è un personaggio dei fumetti della serie Asterix, creato dal duo francese René Goscinny e Albert Uderzo.
È il druido del villaggio e la sua specialità è la pozione magica, che dona una temporanea forza sovrumana a colui che la beve. È anche in grado di preparare una lozione per capelli estremamente potente che può far crescere rapidamente e senza posa barba e capelli.
Il nome deriva da panorama, con il classico suffisso -ix che caratterizza il linguaggio gallico nella serie.

## La pozione magica
L'origine della pozione si perde nella notte dei tempi. La ricetta viene trasmessa solo da bocca di druido a orecchio di druido, come viene spiegato nella storia Asterix e la zizzania; ma esiste una breve lista degli ingredienti più conosciuti:
- Vischio o menta (colti con un falcetto d'oro – Asterix e il falcetto d'oro)
- Astice (facoltativo, ma dà un po' di gusto – Asterix il gallico)
- Radici o anche noce
- Erbe
- Fiori di campo o vino, possibilmente rosso
- Fragole (anch'esse facoltative; danno un retrogusto piacevole) o melograno
- Un po' di pesce, ragionevolmente fresco (motivo del viaggio raccontato in Asterix in America)
- Petrolio, chiamato dal druido Olio di roccia o Petra Oleum (motivo del viaggio raccontato in L'odissea di Asterix) anche se può venir sostituito convenientemente con dell'estratto di barbabietola, ugualmente efficace ma dal sapore migliore, oppure anche dattero

Nel videogame Asterix: The Gallic War per PlayStation, la pozione magica del druido richiede (fra quelli non citati) i seguenti ingredienti:
- Un ramoscello di vischio
- Uno stendardo romano
- Un'anfora di vino
- Una stella alpina
- Un piccolo menhir
- Dell'oro
- Dei sali da bagno
- Una corona d'alloro

La pozione magica non serve soltanto per ottenere una forza incredibile, ma cura praticamente qualunque tipologia di malessere; ad esempio ne Le mille e un'ora di Asterix, Asterix fa bere ad Assourancetourix, afono, un goccio di pozione, dicendogli: "Bevi un goccio di pozione, Assourancetourix... cantare canzoni non puoi ma puoi sempre... suonarle.". Successivamente si vedrà il bardo affrontare, insieme ad Asterix e Obelix, orde di soldati nemici, mentre commenta gli effetti miracolosi della pozione magica. Questa è dunque servita a curare totalmente la sua afonia e a farlo riprendere a cantare. Altri due esempi sono riferiti ad Asterix: in Asterix e la galera di Obelix, Panoramix fa bere un sorso di pozione ad Asterix, svenuto per un colpo di catapulta che l'ha colpito in faccia; l'altro lo si vede in Le 12 fatiche di Asterix, dove il piccolo gallo, per battere in una gara un velocissimo maratoneta greco, usufruisce di una sorsata di pozione, cosa che lo porterà alla vittoria.

## Altre pozioni magiche
Durante la serie si vedono altre pozioni magiche preparate dal druido, in genere con effetti bizzarri:
- Una pozione che fa crescere barba e capelli a dismisura per 24 ore, in Asterix il gallico.
- Una pozione che provoca un fumo pestilenziale, in Asterix e l'indovino.
- Una pozione che fa crescere le querce istantaneamente dalle ghiande, in Asterix e il regno degli dei.
- Un elisir che guarisce le ferite e fa perdere la memoria del danno, in Asterix e il grande fossato.
- Una pozione che crea un clone per chi la beve, in Asterix & Obelix contro Cesare.
- Sieri ed antidoti, in Asterix e Cleopatra e in Asterix e gli Elvezi.
- Eventualmente, varie pozioni esplosive, in Asterix e il duello dei capi (dove però il druido è in preda ad amnesia). In questa storia compaiono altre misture folli: pozioni che cambiano il colore della pelle (da verde, a blu, e persino a scacchi) e anche una pozione che fa galleggiare nell'aria.
- Minestroni: spesso fatti passare per pozioni magiche.